# ایستگاه پیپ
ایستگاه پـِیپ (انگلیسی: Pape station) یک ایستگاه مترو در خط ۲ بلور–دانفورث در تورنتو، انتاریو، کانادا است.
ایستگاه پیپ در محله دانفورث تورنتو قرار دارد و بخشی از خط ۲ بلور–دانفورث است که خدمات حمل‌ونقل عمومی را فراهم می‌کند. این ایستگاه به دلیل موقعیت مکانی‌اش دسترسی آسانی به محله‌های اطراف فراهم کرده و برای مسافران پیاده و دوچرخه‌سوار نیز مناسب است. طراحی ساده آن با فضای کاربردی ترکیب شده و به‌عنوان یک نقطه ارتباطی مهم در سیستم مترو تورنتو شناخته می‌شود.